# Schloss Kaufungen
Das Schloss Kaufungen ist ein Schloss in der Ortslage Kaufungen im Ortsteil Wolkenburg-Kaufungen der Stadt Limbach-Oberfrohna in Sachsen. Das einstige Rittergut war im Besitz des Kunz von Kauffungen, der als Initiator des Altenburger Prinzenraubes in die Geschichte einging.

## Geographische Lage
Das Schloss Kaufungen befindet sich im Zentrum von Kaufungen in der „Uhlsdorfer Straße“ direkt hinter der St.-Gallus-Kirche.

## Geschichte

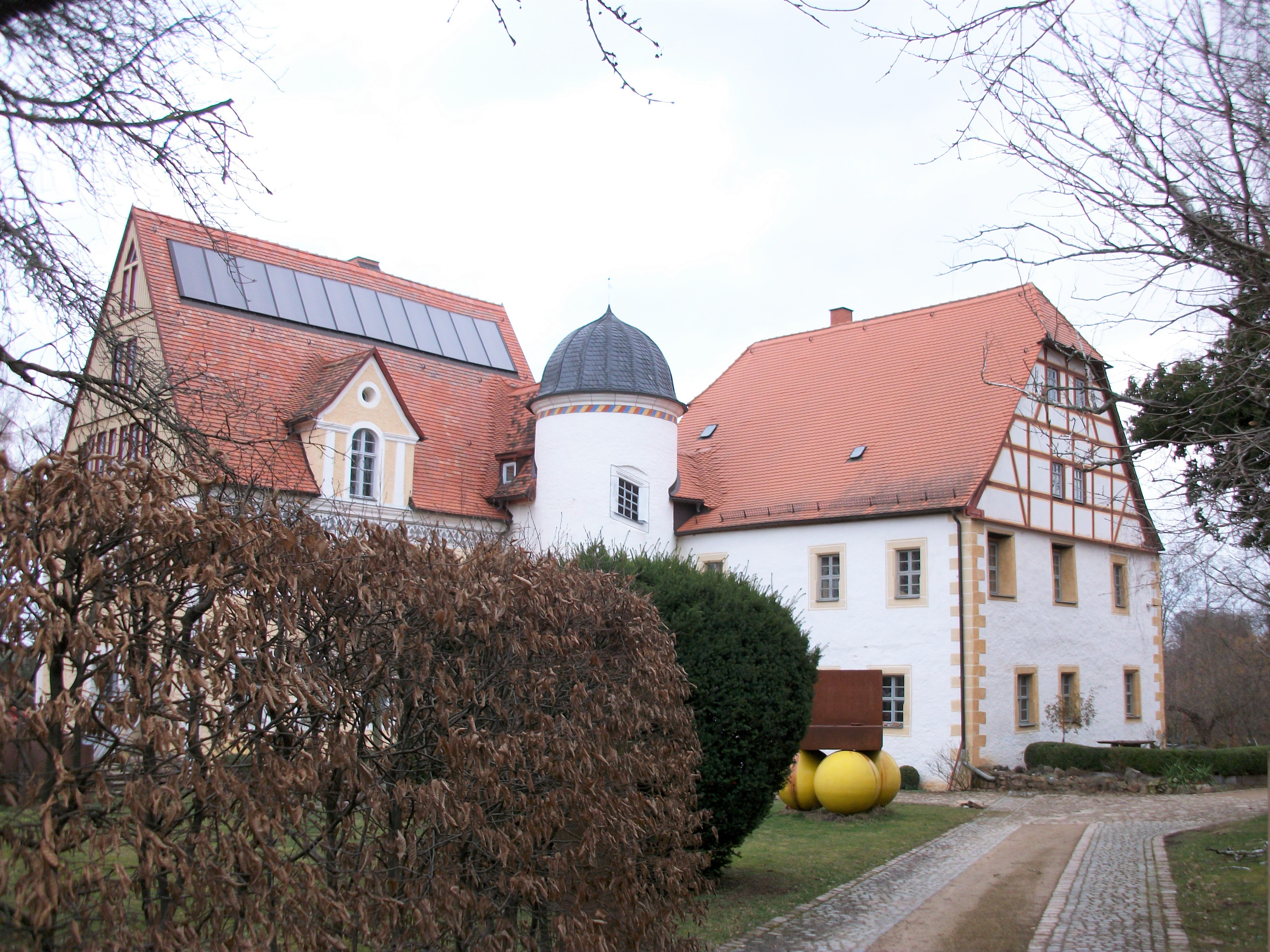
Schloss Kaufungen

In Kaufungen ist seit 1226 ein Rittergut nachgewiesen. Es war der Stammsitz der Familie von Kaufungen, welche im Jahr 1231 mit Henricus de Khoufungen erstmals urkundlich nachgewiesen wurde. Im 15. Jahrhundert war Kunz von Kauffungen Besitzer des Ritterguts Kaufungen. Die Truppen des sächsischen Herzogs Wilhelm III., mit dem Kunz in Fehde lag, brannten im Sommer 1450 das Rittergut nieder. Durch seine Teilnahme am Sächsischen Bruderkrieg verschuldet, musste Kunz von Kauffungen das Rittergut Kaufungen im Jahr 1454 an Hans von Maltitz verpfänden. Aufgrund der vom sächsischen Kurfürsten verweigerten Entschädigung für ein Lösegeld, für Zerstörungen an seinen Gütern in Thüringen und die Enteignung seines Rittergutes in Schweikershain begann Kunz von Kauffungen die Planungen zum Altenburger Prinzenraub, um ein Druckmittel gegen den Kurfürsten zu haben. Nach der gescheiterten Ausführung des Prinzenraubs in der Nacht vom 7. zum 8. Juli 1455 wurden Kunz von Kauffungen und seine Helfer am 14. Juli 1455 in Freiberg hingerichtet. Seine Besitzungen wurden eingezogen und das Rittergut Kaufungen bis auf die Grundmauern geschleift. 
Die letzten Reste der alten Ritterburg wurden in den Jahren 1523 bis 1535 abgetragen. An ihrer Stelle errichteten die Herren von Maltitz ein neues Rittergut. Diese förderten auch die Besiedlung des Orts Kaufungen. Nach den Herren von Maltitz war das Rittergut Kaufungen im Besitz der Herren von Pflugk und ab 1584 in den Händen der Familie von Thumbshirn. Unter der Familie von Thumbshirn entstanden die wesentlichen Teile des heutigen zweiflügeligen Herrenhauses mit einem in die Ecke gesetzten runden Wendelstein. Der in schlichten Renaissanceformen errichtete Ostflügel stammt aus dem Jahr 1595. Lediglich sein heutiger Fachwerkgiebel wurde erst im Jahr 1784 zusammen mit dem Dachstuhl hinzugefügt. Im 1610 erbauten Nordflügel befindet sich ein Maßwerkfries als neugotisches Element unter der Dachtraufe aus der Zeit um 1800. Das benachbarte Rittergut Bräunsdorf in der Schönburgischen Landesherrschaft Penig kam im Jahr 1647 in Besitz von Wolf Dittrich von Thumbshirn, wodurch dieses seitdem als Vorwerk des Guts Kaufungen genutzt wurde.
Um 1683 kam das Gut Kaufungen mit dem Rittergut Bräunsdorf in den Besitz der Edlen von der Planitz. Die Herren  von Einsiedel, welche bereits seit 1635 das benachbarte Schloss Wolkenburg besaßen, waren seit 1766 auch Eigentümer des nun als Schloss bezeichneten Guts in Kaufungen mit Bräunsdorf. Seit dieser Zeit bestand eine gemeinsame Gerichtsverwaltung von Wolkenburg mit Kaufungen in der zum kursächsischen Amt Borna gehörigen Herrschaft Wolkenburg. Diese bestand bis in die Mitte des 19. Jahrhunderts. Während die Grafenfamilie im Schloss Wolkenburg wohnte, wurde das Kaufunger Herrenhaus als Vorwerk und Wohnung des Rittergutspächters genutzt. Bräunsdorf hingegen gehörte bezüglich der Grundherrschaft zur schönburgischen Landesherrschaft Penig unter wettinischer Oberherrschaft.
Die Familie von Einsiedel besaß das Rittergut Bräunsdorf bis 1897 und die Rittergüter Wolkenburg und Kaufungen bis zur Enteignung durch die Bodenreform in der SBZ im Jahr 1945. Danach erfolgten die Auflösung des Ritterguts Kaufungen und die Aufteilung des zum Gut gehörigen Lands an Neubauern. Alle Wirtschaftsgebäude und mehrere Nebengebäude in Hanglage hinter dem Ostflügel wurden im Jahr 1947 abgebrochen. Es blieben lediglich die beiden Herrenhausflügel als Wohngebäude stehen. Aufgrund fehlender Bauunterhaltungsmaßnahmen waren die Gebäude Mitte der 1970er Jahre so marode, dass die Mieter ausziehen mussten. Eine Instandsetzung der Gebäude war erst nach der Wende durch die Gemeinde Kaufungen mit Fördermitteln möglich. Nach dem Kauf des leer stehenden Gebäudes wird das Herrenhaus Kaufungen seit 2003 durch eine Restaurierungsfirma genutzt. Im Obergeschoss des Ostflügels wurde eine Bohlenstube mit Holzbalkendecke und Holzvertäfelung freigelegt. Nach der im Jahr 2006/07 erfolgten Restaurierung der Außenfassade des Herrenhauses zeigt sich der Ostflügel in der Fassung des späten 16. Jahrhunderts und der Nordflügel in der Fassung des 18. Jahrhunderts mit Maßwerkfries. Im Jahr 2007 erhielt der Wendelstein, der seine Turmhaube im Jahr 1842 bei einem Blitzschlag verlor, einen neuen, an historische Vorbilder angelehnten Abschluss.

## Persönlichkeiten
- Kunz von Kauffungen (um 1410–1455), sächsischer Adliger und Initiator des Altenburger Prinzenraubes